# Orkán Sabine
Sabine (Ciara, v Norsku Elsa) byla cyklóna, jež se zformovala 4. února 2020 a rozptýlila se 14. února 2020. Od 9. února 2020 zasáhla západní a střední Evropu a rozvinula se do ničivé bouře, s větry dosahujícími v nárazech síly orkánu (12° B). Bouře si vyžádala 10 mrtvých – 3 v Polsku a po jednom ve Slovinsku, Anglii, Německu, Švýcarsku, Česku, Švédsku a Itálii. Vítr v některých místech dosahoval rychlosti až 202 km/h.